# Kopenhagenski kriteriji
Kopenhagenski kriteriji (en. Copenhagen criteria) su pravila koja definiraju koja je zemlja podobna pridružiti se Europskoj uniji. Godine 1993., nakon zahtjeva bivših komunističkih zemalja za članstvom u EU, Europsko vijeće donijelo je tri glavna kriterija koje države kandidatkinje moraju zadovoljiti ako žele postati članicama:
1. politički kriterij - stabilnost institucija koje osiguravaju demokraciju, vladavinu prava, poštovanje ljudskih prava i prava manjina i prihvaćanje političkih ciljeva EU-a
2. gospodarski kriterij - postojanje djelotvornog tržišnog gospodarstva, te sposobnost tržišnih čimbenika da se nose s konkurentnim pritiscima i tržišnim zakonitostima unutar EU-a
3. pravni kriterij - usvajanje cjelokupne pravne stečevine EU-a

Uz ova tri kriterija, svaka država koja želi postati punopravnom članicom EU-a mora ispunjavati i četvrti, administrativni kriterij (Madridski kriterij), koji nalaže prilagodbu odgovarajućih administrativnih struktura s ciljem osiguravanja uvjeta za postupnu i skladnu integraciju.